# 1729 az irodalomban
Az 1729. év az irodalomban.

## Új művek

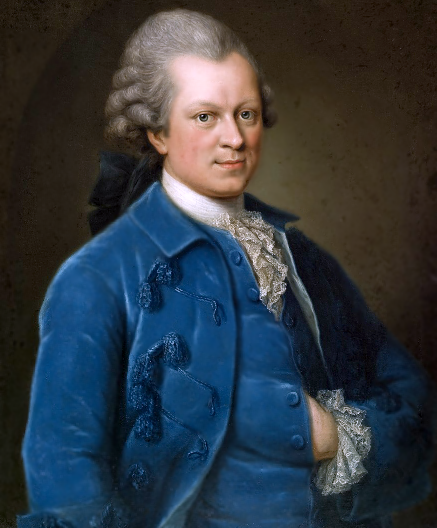
Gotthold Ephraim Lessing

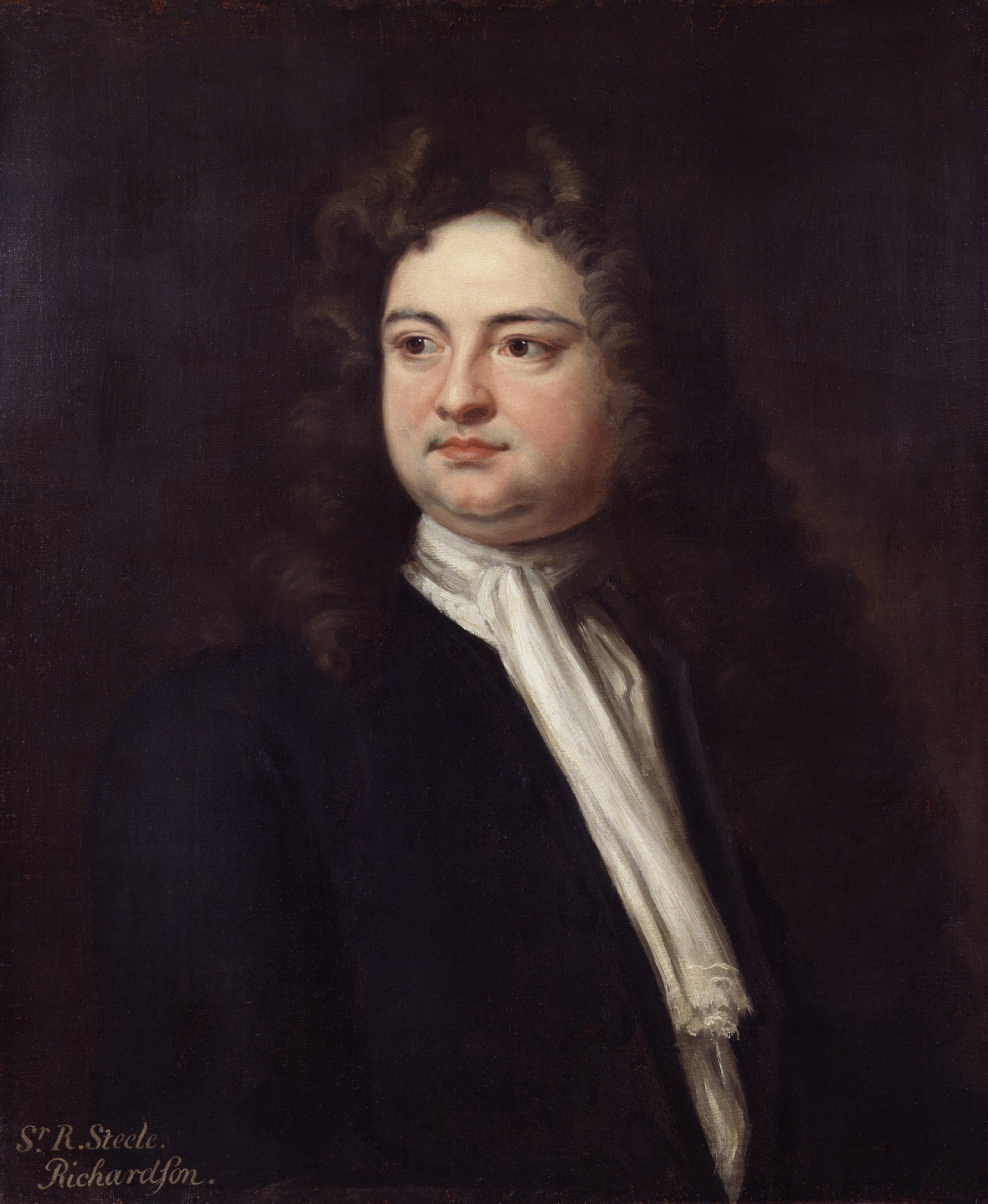
Richard Steele

- Jonathan Swift szatirikus esszéje: A Modest Proposal… (Szerény javaslat), melyben a nyomor enyhítésére „elkeseredésében a kannibalizmus bevezetésére tesz szatirikus javaslatot.”[1]
- Albrecht von Haller svájci anatómus, fiziológus és költő befejezi Die Alpen (Az Alpok) című tájleíró-filozófiai költeményét; először verseskötetében adja közre 1732-ben.

## Születések
- január 22. – Gotthold Ephraim Lessing német drámaíró, kritikus, esztéta, dramaturg, a felvilágosodás szellemi életének kiemelkedő alakja, a modern színházi kritika megteremtője († 1781)
- január 27. – Mészáros Ignác magyar író († 1800)
- április 13. – Thomas Percy püspök, angol író, újságíró († 1811)
- május 22. – Giuseppe Parini olasz költő († 1799)

## Halálozások
- január 29.– William Congreve angol költő és drámaíró (* 1670)
- szeptember 1. – Richard Steele ír származású angol író, lapszerkesztő (* 1672)